# Automatic Repeat Request
ARQ (del inglés Automatic Repeat-reQuest) son protocolos utilizados para el control de errores en la transmisión de datos, garantizando la integridad de los mismos. Estos suelen utilizarse en sistemas que no actúan en tiempo real, ya que el tiempo que se pierde en el reenvío puede ser considerable y suele ser más útil emitir mal en el momento, que hacerlo correctamente un tiempo después. Esto se puede ver muy claro con una aplicación de videoconferencia donde no resulta de utilidad emitir el pixel correcto de la imagen, 2 segundos después de haber visto la imagen.
Esta técnica de control de errores se basa en el reenvío de los paquetes de información que se detecten como erróneos (Esto quiere decir que no todos los paquetes de información se detectan como erróneos).
Para controlar la correcta recepción de un paquete se utilizan ACK's (acknowledge) y NACK's de forma que cuando el receptor recibe un paquete correctamente el receptor asiente con un ACK y si no es correcto responde con un NACK. Durante el protocolo que controla recepción de paquetes pueden surgir múltiples problemas (pérdida de ACK, recibir un ACK incorrecto, etc.) complicándose así el contenido del ACK y surgiendo nuevos conceptos como el de timeout.
Si el emisor no recibe información sobre la recepción del paquete durante un tiempo fijado (timeout) este se reenvía automáticamente.
Esencialmente existen tres tipos de ARQ aunque en la práctica se combinen buscando el sistema óptimo para cada canal o estado de tráfico concreto.
Entre otros protocolos ARQ, encontramos,  Stop-and-wait ARQ, Go-Back-N ARQ y  Selective Repeat ARQ; estos protocolos pertenecen a la Capa de enlace de datos y/o a la Capa de transporte del modelo OSI

## Ejemplos
El Protocolo de control de transmisión utiliza una variante de Go-Back-N ARQ para garantizar la transmisión fiable de datos a través del Protocolo de internet, que no proporciona una entrega garantizada de paquetes; con Reconocimiento Selectivo (SACK), utiliza Repetición Selectiva ARQ.
La red inalámbrica IEEE 802.11 utiliza retransmisiones ARQ en la capa de enlace de datos.
ITU-T G.hn utiliza ARQ híbrido, una mezcla de corrección de errores hacia adelante (FEC) de alta velocidad y ARQ. Es un estándar de red de área local de alta velocidad que puede funcionar a velocidades de datos de hasta 1 Gbit/s a través del cableado doméstico existente (líneas eléctricas, líneas telefónicas y cables coaxiales). G.hn utiliza CRC-32C para la detección de errores, LDPC para FEC y repetición selectiva para ARQ.
Los sistemas ARQ se utilizaban mucho en la radio de onda corta para garantizar una entrega fiable de los datos, como en el caso de los telegramas. Estos sistemas venían en formas llamadas ARQ-E y ARQ-M, que también incluían la capacidad de multiplexar dos o cuatro canales.
Existen varias patentes para el uso de ARQ en entornos de contribución de vídeo en directo. En estos entornos de alto rendimiento, los acuses de recibo negativos se utilizan para reducir los gastos generales.